# Antonieta Zevallos de Prialé
Antonieta Zevallos de Prialé (Lima - ibídem, 8 de agosto de 2006) fue una política peruana. Esposa del histórico líder del Partido Aprista, Ramiro Prialé, fue diputada de la República en el periodo 1985-1990, durante el primer gobierno de Alan García. Designada por el propio Haya de la Torre como la primera Secretaria de Coordinación Femenina del APRA, fue concejal por el distrito de Jesús María y organizadora de la primera biblioteca pública distrital. 
Antonieta Zevallos de Prialé dedicó buena parte de su militancia al servicio y organización de la Navidad del Niño del Pueblo, la obra más importante señalada por Haya de la Torre para ser continuada como su legado para la posteridad, después del APRA, su partido. 
La organización de la Navidad del Niño del Pueblo es hoy en día la actividad principal de la Fundación que lleva su nombre. Víctor Raúl Haya de la Torre la designó en su testamento como su primera presidente, cargo que solo dejó por una enfermedad que finalmente concluyó sus días, el 8 de agosto del 2006.